# Edificio Alfred I. DuPont
Edificio Alfred I. DuPont (en inglés: Alfred I. DuPont Building) es un edificio histórico ubicado en Miami, Florida.  El edificio Alfred I. DuPont fue construido en 1934 y se encuentra inscrito en el Registro Nacional de Lugares Históricos desde el 4 de enero de 1989. Forma parte del Downtown Miami MRA.

## Ubicación
Edificio Alfred I. DuPont se encuentra dentro del condado de Miami-Dade en las coordenadas 25°46′26″N 80°11′27″O / 25.773889, -80.190833.

## Resumen
Fue el primer rascacielos construido después del Palacio de Justicia del Condado y el crac de 1929. Por lo tanto, representa el resurgimiento de Miami tras la Gran Depresión. Sustituyó al Hotel Halcyon que se encontraba en este lugar.